# Телекоммуникационное устройство для глухих
Устройство связи для глухих (англ. Telecommunications device for the deaf, TDD) — это телетайп, электронное устройство для текстовой связи по телефонной линии, которое предназначено для использования людьми с нарушениями слуха или речи. Другие названия устройства включают телетайп (TTY), текстовый телефон (распространён в Европе) и minicom (Великобритания).

## Описание
Типичный TDD — это устройство размером с печатную машинку или портативный компьютер с QWERTY-клавиатурой и небольшим экраном, который использует светодиодный, жидко-кристаллический или вакуумно-люминесцентный экран для отображения печатного текста в электронном виде. Кроме того, TDD обычно имеют небольшую катушку бумаги, на которой также печатается текст — в старых версиях устройства был только принтер и не было экрана. Текст передаётся в реальном времени по телефонной линии на совместимое устройство, использующее аналогичный протокол связи.